# Saison 2017-2018 du Montpellier Hérault Sport Club
Maillots
Dernière mise à jour : 27 mai 2018.
Chronologie
Saison précédente Saison suivante
La saison 2017-2018 du Montpellier Hérault Sport Club est la trente-sixième saison du club héraultais en première division du championnat de France, la neuvième saison consécutive au sein de l'élite du football français. Cette saison est marquée par une volonté de renouvellement du club, en s'appuyant sur la victoire des jeunes en Coupe Gambardella et sur le recrutement de joueur d'avenir.
Le début de la saison est malheureusement marqué par le décès brutal du président Louis Nicollin. Son fils, Laurent Nicollin, déjà président délégué du club, prend alors officiellement les rênes du club en tant que président. Michel Der Zakarian, entraîneur de 54 ans et ancien joueur historique du club, est à la tête du staff montpelliérain avec pour mission de relancer le club héraultais après une saison plus que difficile.
Cette saison fait donc suite à une saison délicate pour les supporteurs, puisque les Pailladins, surnom des joueurs du club, ont flirté avec la zone de relégation jusqu'à la fin de saison. Les objectifs pour cette nouvelle saison sont forcément modeste, les dirigeants visant d'obtenir le maintien le plus rapidement possible avant de penser à autre chose, les grands favoris pour le titre étant une nouvelle fois le Paris Saint-Germain et l'AS Monaco, dotés de moyens financiers beaucoup plus importants, ainsi que l'Olympique lyonnais et l'Olympique de Marseille, très actifs sur le marché des transferts.
Les Pailladins participent également durant la saison aux deux coupes nationales que sont la Coupe de France au sein de laquelle après avoir passé deux tours, ils se font éliminer par l'Olympique lyonnais et la Coupe de la ligue au sein de laquelle ils atteignent les demi-finales, éliminé par le champion de France en titre, l'AS Monaco. Ces déceptions passées, les hommes de Michel Der Zakarian se concentre sur le championnat est réalise une belle saison en faisant la course pour les places européennes jusqu'à deux journées du terme de la saison pour finalement terminer à la 10e place.

## Avant saison
Alors que la saison est sur le point d'être lancée, la reprise des entraînements et les annonces de mercato sont mises entre parenthèses le 29 juin 2017 avec l’annonce du décès de Louis Nicollin le jour de ses 74 ans. C'est la disparition d'un grand président, à la tête du club depuis plus de 43 ans et qui provoque une multitude de réaction dans le monde du ballon rond et du sport en général.

### Matchs internationaux
En cette fin de saison, plusieurs joueurs du Montpellier HSC ont participé à des compétitions avec leur sélection nationale. L’ensemble de ces matches ont été joués dans le cadre de la 1re journée des éliminatoires de la Coupe d'Afrique des Nations 2019. Le malien Yacouba Sylla, titulaire, capitaine et double passeur décisif, a permis à son équipe de s’imposer deux buts à un face au Gabon. Le sud-africains Keagan Dolly, passeur décisif, s'est imposé avec son équipe deux buts à zéro face au Nigeria.  Enfin, les béninois, Steve Mounié et Stéphane Sessegnon ont permis aux écureuils de s’imposer face un but à zéro face à la Gambie.

### Transferts
Le mercato commence pour le Montpellier HSC par l'arrivée d'un nouvel entraîneur pour remplacer Jean-Louis Gasset le 23 mai 2017. C'est une fois encore un ancien de la maison pailladine qui est appelé sur le banc du club en la personne de Michel Der Zakarian, ancien défenseur international arménien, qui entraînait la saison précédente le Stade de Reims.
Les dirigeants montpelliérains sont plutôt calme lors du début du mercato, axant le recrutement sur les jeunes plutôt que sur des vedettes. Cela s'illustre d'ailleurs dans les actes, puisque les deux premières recrues estivales du club sont en fait des signatures de premier contrat professionnel pour Dimitry Bertaud, le jeune gardien de but de l'équipe vainqueur de la Coupe Gambardella et Nicolas Cozza, défenseur central de cette même équipe. Le 23 mai, Laurent Nicollin présente la première recrue externe au club en la personne de Ruben Aguilar, un jeune défenseur en provenance de l'AJ Auxerroise. Il faut attendre ensuite plus d'un mois et d'intense tractations et rumeurs, pour voir signer deux nouveaux joueurs le 29 juin, Benjamin Lecomte, le gardien de but du FC Lorient et Jérémie Porsan-Clémenté, un jeune attaquant issue du centre de formation de l'Olympique de Marseille. Le 7 juillet, la prolongation du prêt de Jonathan Ikoné par le Paris Saint-Germain pour une saison est annoncé par les dirigeants. Le 18 juillet 2017, c'est un double transfert en provenance du Stade rennais qui anime le marché des transferts à Montpellier avec l'arrivée de l'attaquant ivoirien Giovanni Sio et du défenseur central portugais, Pedro Mendes. Le mercato semble bouclé pour les dirigeants pailladins à quelques jours du début de la saison avec le prêt avec option d'achat du joueur uruguayen, Facundo Píriz, le 28 juillet 2017, avant de surprendre une nouvelle fois les supporteurs à quelques jours de la fin du mercato en annonçant la venue en prêt du jeune milieu de terrain des Chamois niortais , Junior Sambia.
Sur le plan des départs, le marché des transferts pour le Montpellier HSC est tout aussi calme, après l'annonce du départ en fin de contrat de Joris Marveaux, le premier joueur à être officiellement transféré est Mathieu Deplagne, qui quitte le club pour rejoindre l'ES Troyes AC. Dans le même temps, Cédric Mongongu est laissé libre de s'en aller, son contrat n'étant pas renouvelé. Le 5 juillet, c'est l'attaquant vedette du club, Steve Mounié qui signe au Huddersfield Town FC pour un montant de 13 millions d'euros. Le 11 juillet, c'est le départ du portier numéro un du titre, Geoffrey Jourdren, pour l'AS Nancy-Lorraine qui est annoncé. Le Gardien de but n'était plus vraiment en place au sein du club depuis plusieurs mois. Le 9 août, alors que la saison a déjà débuté, le milieu de terrain star de la saison précédente quitte le club. Ryad Boudebouz signe pour quatre saisons au Real Betis Balompié pour une indemnité de transfert avoisinant les 7 millions d'euros.
La première recrue hivernale du club est le latéral gauche camerounais Ambroise Oyongo en provenance de l'Impact de Montréal sans indemnité de transfert et qui va jouer pour la première fois en Europe.
Dans le même temps, les supporteurs voient partir William Rémy qui signe au Legia Varsovie, Kévin Bérigaud qui résilie son contrat avec le club, Lukáš Pokorný qui rejoint le Slavia Prague et Stéphane Sessègnon qui rejoint le club turc du Gençlerbirliği SK.

### Préparation d'avant-saison
Contrairement aux années précédentes, les dirigeants du club annoncent dès la mi-juin le programme de préparation de cette nouvelle saison. Outre deux matchs face à des équipes hiérarchiquement inférieures, le Rodez AF et le Clermont Foot, les dirigeants pailladins ont choisi de jouer contre des équipes de niveau équivalent à celui du MHSC en affrontant le Toulouse FC, l'AS Saint-Etienne. Pour rendre hommage à Louis Nicollin, Jean-Michel Aulas organise un match amical opposant le Montpellier HSC à l'Olympique lyonnais, club de son enfance, le 29 juillet à Sète.
Comme lors des saisons précédentes, le premier stage de pré-saison se déroule au complexe sportif du Chapitre à Mende. Il se conclut par les deux premiers matchs de préparation, contre le GS Consolat (National 1) également en stage à Mende remporté sur le score de deux buts à un, puis contre le Rodez AF, promu en National 1, qui s'impose face aux hommes de Michel Der Zakarian un but à zéro, avant de chuter également contre le Clermont Foot de Corinne Diacre sur le score de deux buts à zéro. Alors qu'ils entament les dernières semaines de préparation, les pailladins débutent leur série de trois matchs face à des équipes de Ligue 1 par un match nul contre le Toulouse FC grâce à Souleymane Camara, avant de s'imposer sur pénalty face à l'AS Saint-Etienne un but à zéro et de tenir en échec l'Olympique lyonnais un but partout, lors du match proposer par Jean-Michel Aulas en l'honneur de son ami Louis Nicollin.

## Compétitions

### Championnat
La saison 2017-2018 de Ligue 1 est la quatre-vingtième édition du championnat de France de football et la seizième sous l'appellation « Ligue 1 ». La division oppose vingt clubs en une série de trente-huit rencontres. Les meilleurs de ce championnat se qualifient pour les coupes d'Europe que sont la Ligue des champions (le podium) et la Ligue Europa (le quatrième et les vainqueurs des coupes nationales). Le Montpellier HSC participe à cette compétition pour la trente-sixième fois de son histoire et la neuvième consécutive depuis la saison 2009-2010.

#### Des débuts inquiétants - Journées 1 à 5
Les cinq premières journée de championnat proposent aux pailladins des matchs plutôt abordables. Ils débutent face au SM Caen, avant un déplacement sur le terrain du Toulouse FC, puis la réception du RC Strasbourg et un déplacement chez le Dijon FCO lors de la quatrième journée. Enfin, la réception du FC Nantes lors de la cinquième journée permettra de se faire une première idée de l'état de forme de l'équipe et donnera une orientation sur les objectifs du club.
Les pailladins font honneur à leur regretté président lors du premier match officiel de la saison, en s'imposant un but à zéro sur leur pelouse face au SM Caen, dans un match empli d'émotion. Ils sont néanmoins cueillis à froid lors de la journée suivante par le Toulouse FC qui s'impose un but à zéro sur un penalty plutôt litigieux, avant d'être tenus en échec sur leur pelouse par le RC Strasbourg un but partout, puis d'aller s'incliner sur la pelouse du Dijon FCO malgré le premier but de la saison de Giovanni Sio, avant de sombrer lors de la cinquième journée au stade de la Mosson, battu un but à zéro par le FC Nantes avec l'explusion dans les dernières minute de la partie de Giovanni Sio.

#### Un automne presque parfait - Journées 6 à 11
Le début d'automne s'annonce compliqué pour les pailladins qui démarrent néanmoins par une victoire sur la pelouse de l'ES Troyes AC grâce au premier but sous les couleurs pailladines de Pedro Mendes, avant de tenir en échec au Stade de la Mosson, le Paris Saint-Germain privé de son attaquant vedette Neymar, zéro but à zéro, puis d'accrocher un point in-extremis sur la pelouse de l'AS Monaco un but partout grâce à l'inépuisable Souleymane Camara. Les hommes de Michel Der Zakarian enchainent ensuite avec une belle prestation défensive face à l'OGC Nice conclue par deux contre-attaques éclairs, leur permettant de l'emporter deux buts à zéro, puis en allant s'imposer dans le chaudron de l'AS Saint-Etienne sur le score d'un but à zéro, après plus de 22 ans d'attente. Malheureusement, les pailladins ne concrétisent pas cette belle série face aux grands du championnat en s'inclinant lors de la 11e journée face au Stade rennais sur le score d'un but à zéro.

#### Une fin d'année dans le top 10 - Journées 12 à 19
Les hommes de Michel Der Zakarian entament le mois de novembre en étant tenu en échec par l'Amiens SC au Stade de la Mosson un but partout, avant de réaliser un bon match sur la pelouse de l'Olympique lyonnais zéro but à zéro, puis de s'imposer largement face au Lille OSC sur le score de trois buts à zéro, les trois réalisations ayant eu lieu dans les trente premières minutes du match. Lors de la 15e journée, les pailladins sont tenus en échec sur la pelouse de l'EA Guingamp sur le score de zéro but à zéro, avant de réaliser un deuxième match nul d'affilée contre l'Olympique de Marseille sur le score d'un but partout après deux décisions arbitrales contestées. Lors de la journée suivante, les hommes de Michel Der Zakarian qui a été suspendu deux matchs avec sursis à la suite de ses déclarations sur l'arbitrage du match précédent, vont décrocher un bon match nul sur la pelouse de l'Angers SCO un but partout, mais ils sombrent à domicile lors de la journée suivante face à la lanterne rouge du championnat, le FC Metz, en faisant preuve de suffisance face à un club pourtant en grande difficulté. Les pailladins terminent l'année et la phase aller du championnat par un bon résultat, en allant s'imposer sur la pelouse des Girondins de Bordeaux deux buts à zéro.

#### Des ambitions européennes? - Journées 20 à 26
Lors de la reprise du championnat, les hommes de Michel Der Zakarian réalise une belle opération en tenant en échec sur leur pelouse l'AS Monaco, zéro but à zéro, mais n'arrivent pas à consolider ce bon match nul lors de la journée suivante en étant tenu en échec par l'Amiens SC un but partout en Picardie. Les pailladins se relancent lors de la journée suivante en s'imposant de justesse grâce à un but de Giovanni Sio dans les dernières seconde face au Toulouse FC, remportant ainsi le derby occitan sur le score de deux buts à un, mais ils sombrent lors de leur déplacement sur la pelouse du Paris Saint-Germain, s'inclinant quatre buts à zéro dans un match où ils n'ont jamais existé. Les montpelliérains réagissent immédiatement en s'imposant lors de la journée suivante sur le score de deux buts à un face à l'Angers SCO, après avoir été mené au score, grâce notamment à leur nouveau meilleur buteur de la saison, Isaac Mbenza, puis en allant s'imposer sur la pelouse du FC Metz grâce à une réalisation de Giovanni Sio, mais sont tenus en échec la journée suivante sur leur pelouse par l'EA Guingamp sur le score d'un but partout.

#### Des nuls mais de l'espoir - Journées 27 à 32
Alors qu'un souffle sibérien envahi la France, les pailladins sont tenus en échec zéro but à zéro sur la pelouse du RC Strasbourg dans des conditions compliquées pour développer du beau jeu, mais se ressaisissent lors de la journée suivante en tenant en échec un but partout, l'Olympique lyonnais sur la pelouse du Stade de la Mosson et ce malgré une nette domination des visiteurs, contrastant par la suite avec un prestation moyenne se terminant sur le même score d'un but partout sur la pelouse du Lille OSC, puis en se faisant rejoindre dans les derniers instants par le Dijon FCO sur leur pelouse pour finir à deux buts partout. Les hommes de Michel Der Zakarian réagissent enfin lors de la 32e journée en s'imposant avec la manière sur la pelouse du SM Caen trois buts à un avec un doublé et une passe décisive de Giovanni Sio, puis en allant tenir en échec au Stade Vélodrome, l'Olympique de Marseille sur le score de zéro but à zéro.

#### Le sprint final - Journées 33 à 38
Le sprint final démarre mal pour les hommes de Michel Der Zakarian qui s'inclinent sur le score de trois buts à un sur leur pelouse face à un de leurs concurrents direct à l'Europe, les Girondins de Bordeaux, puis en s'inclinant un but à zéro sur la pelouse de l'OGC Nice laissant ainsi s'échapper leur adversaire du jour ainsi que deux autres de leurs concurrents et enfin en lachant de nouveau des points sur leur pelouse en s'inclinant un but à zéro contre l'AS Saint-Etienne.
Les pailladins se relance dans la course lors de la 36e journée en s'imposant sur la pelouse du FC Nantes deux buts à zéro, revenant ainsi à seulement trois points des places européennes à deux journées de la fin du championnat, mais gaspillent leur ultimes cartouche en n'arrivant pas à battre l'ES Troyes AC à domicile lors de l'avant dernière journée (1-1) laissant définitivement échapper les places européennes, avant de conclure la saison sur un autre match nul (1-1) sur la pelouse du Stade rennais et finir à la dixième place du championnat.

### Classement final et statistiques
Le Montpellier HSC termine le championnat à la dixième place avec 11 victoires, 18 matchs nuls et 9 défaites. Une victoire rapportant trois points et un match nul un point, le MHSC totalise 51 points soit quarante-deux points de moins que le club sacré champion, le Paris Saint-Germain. Les Montpelliérains possèdent la seizième meilleure attaque du championnat, la deuxième défense. Le MHSC est la seizième meilleure équipe à domicile du championnat (24 points), et la sixième à l'extérieur (27 points). Le club termine à la troisième place du classement du fair-play établi par la Ligue de football professionnel, avec 72 cartons jaunes et 1 cartons rouges.
Le Paris Saint-Germain est qualifié pour la phase de groupes de la Ligue des Champions 2018-2019 ainsi que l'AS Monaco qui occupe la deuxième place et l'Olympique lyonnais, qui finit troisième. Les trois places qualificatives pour la Ligue Europa 2018-2019 reviennent respectivement à l'Olympique de Marseille, au Stade rennais et aux Girondins de Bordeaux, quatrième, cinquième et sixième du championnat, le vainqueur de la coupe de France et de la coupe de la Ligue étant le Paris Saint-Germain. Les deux clubs relégués en Ligue 2 2018-2019 sont l'ES Troyes AC après une seule saison au plus haut niveau ainsi que le FC Metz après deux ans au plus haut niveau.
| Rang | Équipe           | Pts | J  | G  | N  | P  | Bp | Bc | Diff |
| ---- | ---------------- | --- | -- | -- | -- | -- | -- | -- | ---- |
| 7    | AS Saint-Étienne | 55  | 38 | 15 | 10 | 13 | 47 | 50 | -3   |
| 8    | OGC Nice         | 54  | 38 | 15 | 9  | 14 | 53 | 52 | +1   |
| 9    | FC Nantes        | 52  | 38 | 14 | 10 | 14 | 36 | 41 | -5   |
| 10   | Montpellier HSC  | 51  | 38 | 11 | 18 | 9  | 36 | 33 | +3   |
| 11   | Dijon FCO        | 48  | 38 | 13 | 9  | 16 | 55 | 73 | -18  |
| 12   | EA Guingamp      | 47  | 38 | 12 | 11 | 15 | 48 | 59 | -11  |
| 13   | Amiens SC P      | 45  | 38 | 12 | 9  | 17 | 37 | 42 | -5   |

- P : Promus de Ligue 2 2016-2017

### Coupe de France
La coupe de France 2017-2018 est la 101e édition de la coupe de France, une compétition à élimination directe mettant aux prises les clubs de football amateurs et professionnels à travers la France métropolitaine et les DOM-TOM. Elle est organisée par la FFF et ses ligues régionales.
Lors du tirage des 1/32e de finale de la compétition, tour d'entrée en lice des clubs de Ligue 1, les pailladins héritent d'un club de National 3, le CA Pontarlier. Après une première mi-temps maîtrisée, les pailladins se font peur avec l'expulsion de Pedro Mendes et l'égalisation des jurassiens, pour finalement s'en sortie lors de la périlleuse séance des tirs au but. Lors du tour suivant, les montpelliérains ont tout autant de mal à sortir le FC Lorient en s'imposant quatre buts à trois dans un match à rebondissement avec un doublé de Casimir Ninga. En huitième de finale, les hommes de Michel Der Zakarian ne réédite pas l'exploit de la Coupe de la Ligue en se faisant éliminer à domicile par l'Olympique lyonnais sur le score de deux buts à un.

### Coupe de la Ligue
La Coupe de la Ligue 2017-2018 est la 24e édition de la Coupe de la Ligue, compétition à élimination directe organisée par la Ligue de football professionnel (LFP) depuis 1994, qui rassemble uniquement les clubs professionnels de Ligue 1, Ligue 2 et National. Depuis 2009, la LFP a instauré un nouveau format de coupe plus avantageux pour les équipes qualifiées pour une coupe d'Europe.
Les pailladins entament leur campagne dans cette compétition par une belle victoire deux buts à zéro sur la pelouse de l'EA Guingamp et ce, malgré un effectif fortement remanié, avant de frapper un grand coup en faisant chuter l'Olympique lyonnais sur le score de quatre buts à un en huitième de finale, puis de se qualifié pour les demi-finales en s'imposant un but à zéro sur la pelouse d'Angers SCO. Lors de la demi-finale, les montpelliérains affrontent l'AS Monaco et s'incline sur le score de deux buts à zéro, dans un match dominé par les champions de France en titre.

### Matchs officiels de la saison
Le tableau ci-dessous retrace les rencontres officielles jouées par le Montpellier HSC durant la saison. Les buteurs sont accompagnés d'une indication sur la minute de jeu où est marqué le but et, pour certaines réalisations, sur sa nature (penalty ou contre son camp).
| Compétition       | Débute au tour | Place ou tour final | Matches joués | Gagnés | Nuls | Perdus | Buts pour | Buts contre | Différence |
| Ligue 1           | -              | 10e                 | 38            | 11     | 18   | 9      | 36        | 33          | +3         |
| Coupe de France   | 1/32 de finale | 1/8 de finale       | 3             | 1      | 1    | 1      | 6         | 6           | +0         |
| Coupe de la ligue | 1/16 de finale | 1/2 finale          | 4             | 3      | 0    | 1      | 7         | 3           | +4         |
| Total             | -              | -                   | 45            | 15     | 19   | 11     | 49        | 42          | +7         |

## Joueurs et encadrement technique

### Encadrement technique

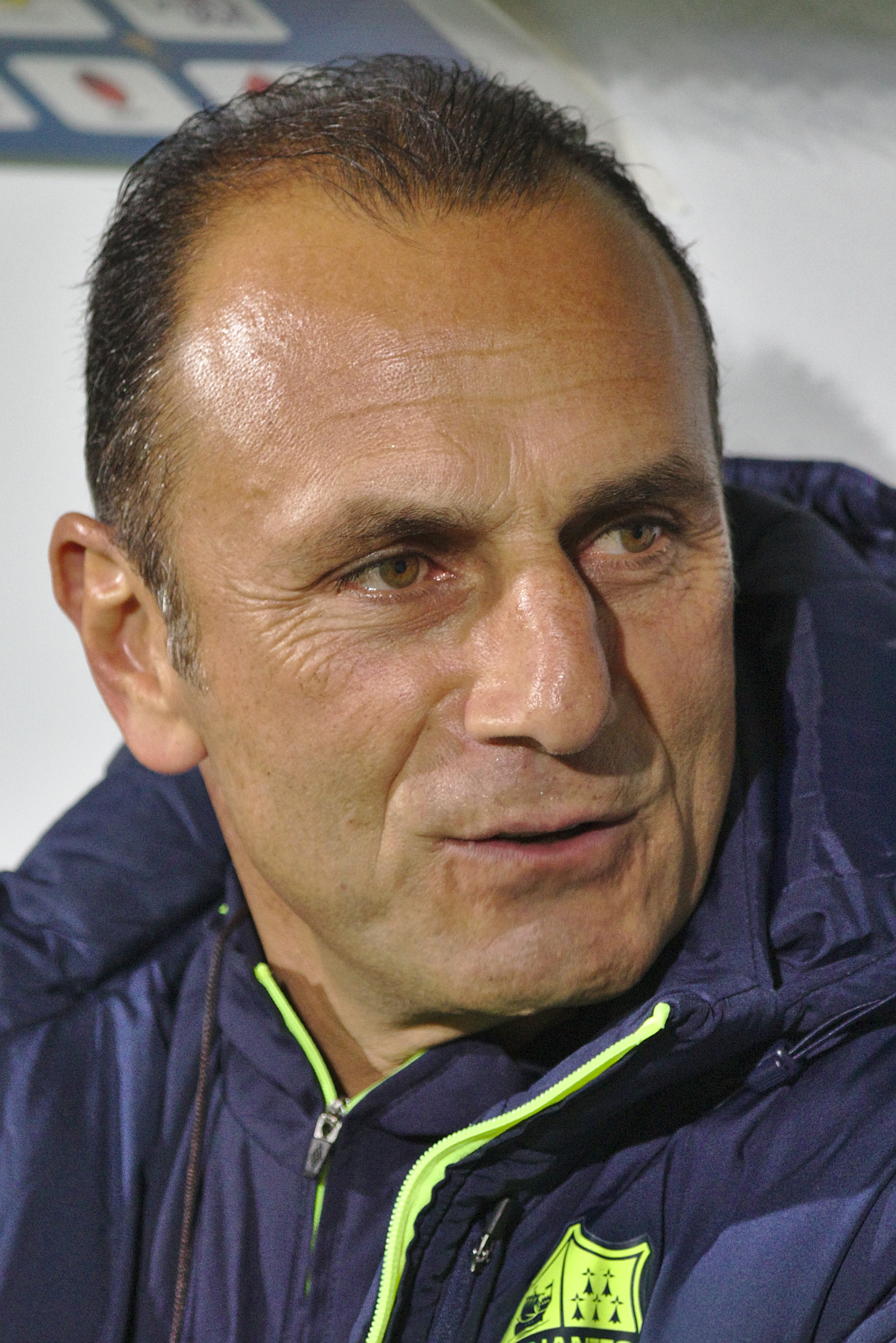
Michel Der Zakarian, entraîneur du club.

Cet ancien joueur du club effectue l'ensemble de sa carrière au poste de défenseur central au sein du FC Nantes, avec lequel il remporte le championnat de France en 1983, puis du Montpellier HSC. Alors international junior français, il choisit en 1996 de défendre les couleurs de l'Arménie avec laquelle il disputera cinq matchs. Devenu entraîneur, il dirige le FC Nantes puis le Clermont Foot avant de retourner à la tête du FC Nantes de 2012 à 2016. En mai 2016 il est appelé au chevet du Stade de Reims jusqu'en juin 2017, avant de finalement choisir de rejoindre le club.

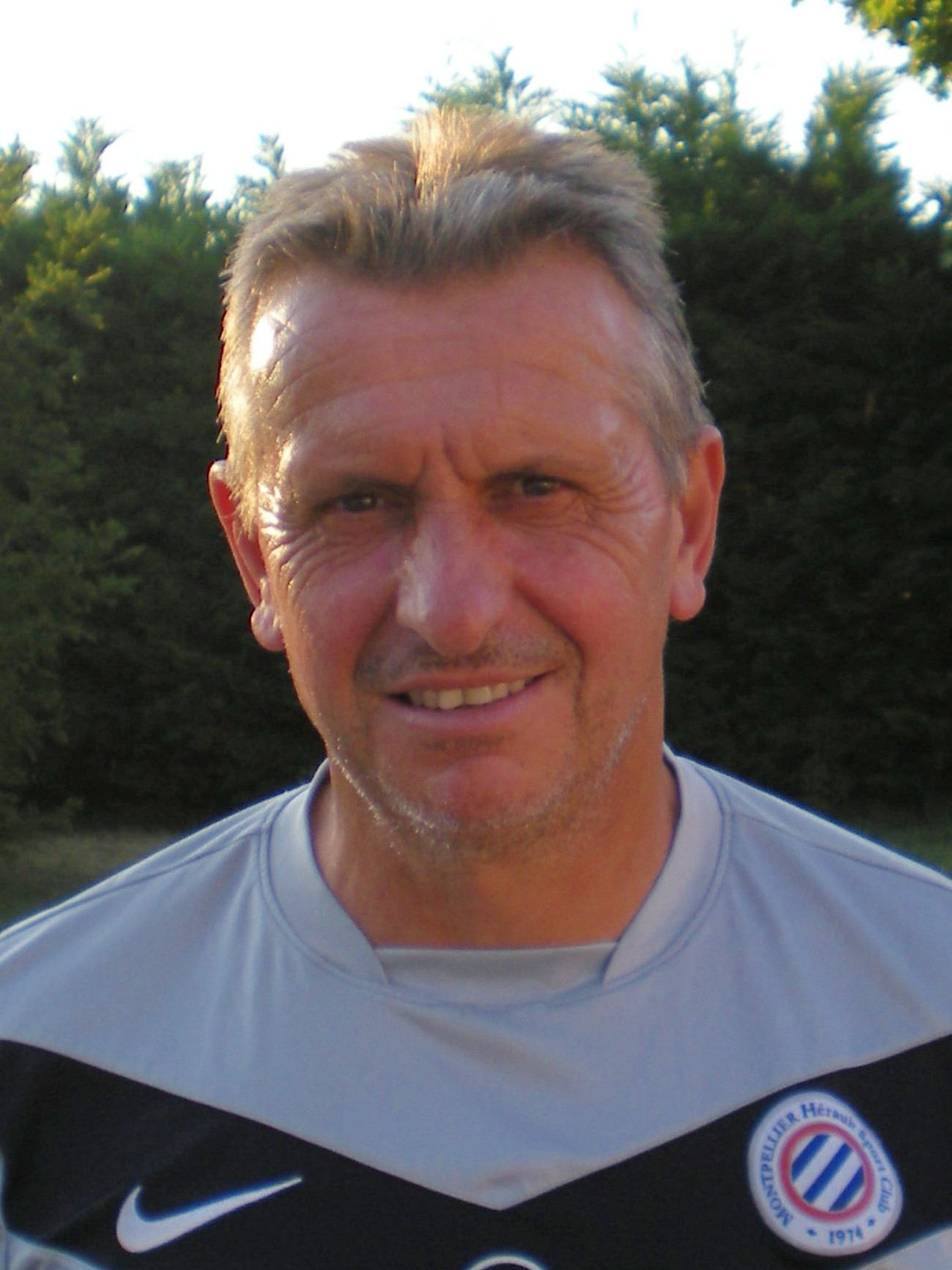
Pascal Baills, un des entraineurs adjoints du club.

Michel Der Zakarian est assisté lors de cette saison par Pascal Baills, ancien du club en tant que joueur et déjà adjoint  et entraîneur du club à de nombreuses reprises. Pascal Baills est un ancien de la maison, formée au club et joueur pro du MHSC entre 1983 et 1991, puis entre 1995 et 2000, il intègre dès la fin de sa carrière le staff du club en tant qu'entraîneur de la seconde équipe réserve. Il devient alors l'assistant de Michel Mézy en 2001, puis à la suite du licenciement du Gardois, coentraîneur avec Gérard Bernardet et Ghislain Printant avec qui il sauve le club de la relégation. Redevenu adjoint puis entraîneur des benjamins, il attend 2006 pour être à nouveau appelé comme adjoint par Jean-François Domergue. Il est ensuite gardé comme adjoint lors de la passation de pouvoir avec Rolland Courbis en 2008, puis lors de la passation de pouvoir avec René Girard en 2009 et une nouvelle fois lors de la passation de pouvoir avec Jean Fernandez, même si ce dernier amène avec lui un autre adjoint. En décembre, il se retrouve propulsé à la tête de l'équipe en compagnie de Bruno Martini, avant de prendre un peu de recul pour mieux revenir sous les ordres de Michel Der Zakarian.
Un deuxième adjoint est aussi présent dans le staff, il s'agit de Franck Rizzetto qui a suivi l’entraîneur arménien depuis Reims. C’est lui aussi un ancien joueur du club au sein duquel il a passé neuf ans en tant que milieu offensif. Il entraîne par la suite plusieurs équipes de CFA avant de devenir l'adjoint de Michel Der Zakarian dans le milieu professionnel.
L'entraîneur des gardiens est Teddy Richert, ancien gardien de but professionnel entre 1996 et 2012 principalement au FC Sochaux-Montbéliard, il remporte au cours de sa carrière une Coupe de France en 2007 et une Coupe de la Ligue en 2004 ainsi que le titre de meilleur gardien de Ligue 1 en 2007. Le 16 mars 2015, à la suite du licenciement d'Alain Casanova, il intègre le staff du Toulouse FC pour y occuper la fonction d'entraîneur des gardiens après avoir été l'entraîneur des gardiens de but du centre de formation toulousain depuis fin 2013. Il quitte le staff de Dominique Arribagé en juin 2015 et s'engage au près du Montpellier HSC en juin 2016 en remplacement de David Moulin.

### Effectif professionnel
Dans l'effectif professionnel de la saison 2017-2018, neuf joueurs sont issus du centre de formation du club.
En grisé, les sélections de joueurs internationaux chez les jeunes mais n'ayant jamais été appelés aux échelons supérieur une fois l'âge limite dépassé.
Le tableau suivant liste les joueurs en prêt pour la saison 2017-2018.
| Joueurs prêtés |    |                      |                 |                     |                |               |  |
| \| N° \| P. \| Nat. \| Nom \| Date de naissance \| Sélection \| Club en prêt \| \| \| 999 \| G \| \| Jonathan Ligali \| 28/05/1991 (34 ans) \| France -20 ans \| USL Dunkerque \| \| |    |                      |                 |                     |                |               |  |
| N° | P. | Nat.                 | Nom             | Date de naissance   | Sélection      | Club en prêt  |  |
| 999 | G  | Drapeau de la France | Jonathan Ligali | 28/05/1991 (34 ans) | France -20 ans | USL Dunkerque |  |

| N°  | P. | Nat.                 | Nom             | Date de naissance   | Sélection      | Club en prêt  |  |
| 999 | G  | Drapeau de la France | Jonathan Ligali | 28/05/1991 (34 ans) | France -20 ans | USL Dunkerque |  |

### Statistiques individuelles
| Joueur             | Total |
| Junior Sambia      | 6     |
| Paul Lasne         | 4     |
| Jérôme Roussillon  | 3     |
| Ruben Aguilar      | 3     |
| Giovanni Sio       | 3     |
| Kévin Bérigaud     | 2     |
| Stéphane Sessègnon | 2     |
| Nordi Mukiele      | 2     |
| Keagan Dolly       | 2     |
| Souleymane Camara  | 2     |
| Nicolas Cozza      | 2     |
| Jonathan Ikone     | 1     |
| Casimir Ninga      | 1     |

| Joueur             | Total |
| Giovanni Sio       | 10    |
| Isaac Mbenza       | 10    |
| Souleymane Camara  | 5     |
| Casimir Ninga      | 4     |
| Ellyes Skhiri      | 4     |
| Jérôme Roussillon  | 3     |
| Daniel Congré      | 2     |
| Junior Sambia      | 2     |
| Jonathan Ikone     | 2     |
| Pedro Mendes       | 1     |
| Stéphane Sessègnon | 1     |
| Vitorino Hilton    | 1     |
| Kévin Bérigaud     | 1     |
| Paul Lasne         | 1     |
| Keagan Dolly       | 1     |
| Nicolas Cozza      | 1     |

Les meilleurs buteurs de la saison du Montpellier HSC sont l'ivoirien Giovanni Sio et le belge Isaac Mbenza avec 10 buts inscrits chacun. Ils sont suivis de près par le vétéran sénégalais Souleymane Camara avec 5 buts.
Le meilleur passeur de l'équipe est Junior Sambia qui réalise 6 passes décisives tout au long de la saison.
Les joueurs ayant participé au plus de rencontre cette saison sont Isaac Mbenza avec 43 apparitions et Paul Lasne avec 42 apparitions sous les couleurs héraultaises.

## Tactique
| \| Lecomte Aguilar Mendes Roussillon Congré Hilton ou Mukiele Skhiri Lasne Sio Mbenza Sambia \| Équipe type de la saison 2017-2018. · D'après les temps de jeu à leur poste. |
| Lecomte Aguilar Mendes Roussillon Congré Hilton ou Mukiele Skhiri Lasne Sio Mbenza Sambia                                                                                    |

La formation la plus utilisée par le MHSC lors de la saison 2017-2018 est le 5-3-2, pour cinq défenseurs, deux milieux de terrain défensifs ou récupérateurs, un milieu de terrain à vocation offensive et deux attaquants. 

## Aspects juridiques et économiques

### Structure juridique et organigramme
Lors de la saison 2017-2018, le Montpellier Hérault Sport Club est une société anonyme sportive professionnelle (SASP) au capital de 610 000 euros. Cette société est liée par convention à l'association loi de 1901 de l'Association sportive Montpellier Hérault Sport Club qui gère le centre de formation et les équipes amateurs du club. L'association est titulaire du numéro d'affiliation de la Fédération française de football, la SASP possède 100 % du capital.
Le Montpellier HSC est dirigé par un conseil d'administration dont le président était, depuis 1974, Louis Nicollin. Son fils Laurent qui prend sa relève à la suite du décès de son père, son frère Olivier, et l'Association Sportive Montpellier Hérault Sport Club en étant les autres membres.
L'organigramme s'établit comme suit :
| Direction | Administratif | Sportif |
| --- | --- | --- |
| Président : Laurent Nicollin Président de l'association : Gilbert Varlot Directeur adm. et financier : Philippe Peybernes Directeur sportif : Bruno Carotti Manager centre de formation : Henri Stambouli | Directeur marketing : Benoît Le Quéré Directeur développement : Fabrice Garcia Directeur communication : Pierre Bourdel Directeur sécurité : Pierre-Marie Grappin Responsable de la section féminine : Sydney Biton | Entraîneur :Michel Der Zakarian Entraîneur adjoint : Franck Rizzetto Entraîneur adjoint : Pascal Baills Entraîneur des gardiens : Teddy Richert Préparateur physique : Stéphane Paganelli |

### Éléments comptables
Lors de la saison 2017-2018, le budget du club augmente d'un million d'euros pour atteindre les 43 millions d'euros, ce qui classe le club montpelliérain au onzième rang des budgets de la Ligue 1,.

### Équipementiers et sponsors
Le Montpellier HSC change régulièrement d’équipementier au cours de son histoire. Le Coq Sportif équipe le club jusqu'en 1981, puis Puma de 1981 à 1987, Duarig de 1987 à 1989 et ensuite Adidas jusqu’en 1995. Le club signe ensuite avec Erima un contrat de trois ans puis retourne chez Adidas en 1999. En 2000, à la suite de la descente en Ligue 2, Montpellier HSC signe un contrat avec Nike à qui il reste fidèle depuis lors. Le club ouvre en 2010, en partenariat avec Nike, son « MHSC Store » dans le centre commercial « Odysseum ».

## Affluence et télévision

### Affluence
Affluence du MHSC à domicile

### Retransmission télévisée
Lors de la saison 2017-2018 de Ligue 1, comme lors de la saison précédente, la Ligue de football professionnel (LFP) a choisi de prendre exemple sur les championnats étrangers et d'étaler les matchs sur les trois jours du week-end et sur plusieurs tranches horaires. Ainsi la journée de championnat débutera le vendredi soir à 20 h 45, un match sera diffusé samedi à 17 h, puis quatre matchs à 20 h, enfin un match sera diffusé à 15 h le dimanche, puis un à 17 h et enfin un à 20 h 45.
Les droits télévisés seront versés par la LFP au MHSC au terme de la saison. À une part fixe qui revient de droit à chaque club de l'élite, sera ajoutée une partie variable qui est calculée à partir des résultats sportifs et de la notoriété de l'équipe.

## Équipe réserve et équipes de jeunes

### Équipe réserve
L’équipe réserve du Montpellier HSC sert de tremplin vers le groupe professionnel pour les jeunes du centre de formation ainsi que de recours pour les joueurs de retour de blessure ou en manque de temps de jeu. Elle a été reléguée en National 3 en fin de saison 2016-2017 sous la direction de William Prunier.
Pour la saison 2017-2018, elle évolue dans le Championnat de National 3, soit le cinquième niveau de la hiérarchie du football en France. Les objectifs de l'équipe sont de remonter au plus vite après un nouvel aller-retour express au niveau supérieur.
| Rang | Équipe                 | Pts | J  | G  | N  | P | Bp | Bc | Diff |
| ---- | ---------------------- | --- | -- | -- | -- | - | -- | -- | ---- |
| 2    | Toulouse FC rés.       | 47  | 26 | 12 | 11 | 3 | 37 | 21 | +16  |
| 3    | Canet Roussillon FC P  | 43  | 26 | 11 | 10 | 5 | 37 | 29 | +8   |
| 4    | AS Fabrègues           | 42  | 26 | 12 | 6  | 8 | 43 | 28 | +15  |
| 5    | Montpellier HSC rés. R | 40  | 26 | 10 | 10 | 6 | 47 | 32 | +15  |
| 6    | Rodéo FC               | 37  | 26 | 10 | 7  | 9 | 31 | 29 | +2   |
| 7    | Blagnac FC P           | 37  | 26 | 9  | 10 | 7 | 29 | 25 | +4   |
| 8    | Balma SC               | 36  | 26 | 9  | 9  | 8 | 36 | 33 | +3   |

- R : Relégué de CFA.
- P : Promu de Division d'Honneur.

Le tableau suivant liste les matchs de l'équipe réserve du Montpellier HSC.

### Équipe de jeunes
Le Montpellier HSC aligne plusieurs équipes de jeunes dans les championnats départementaux et régionaux. Parmi ces équipes de jeunes, l'équipe des mois de 19 ans participe à deux compétitions majeures, le championnat national des moins de 19 ans et la Coupe Gambardella 2017-2018. L'équipe des mois de 17 ans évolue également en championnat national.
| Rang | Équipe          | Pts | J  | G  | N | P | Bp | Bc | Diff |
| ---- | --------------- | --- | -- | -- | - | - | -- | -- | ---- |
| 1    | Montpellier HSC | 58  | 24 | 19 | 1 | 4 | 55 | 20 | +35  |
| 2    | Toulouse FC     | 52  | 24 | 16 | 4 | 4 | 51 | 21 | +30  |
| 3    | AS Monaco       | 49  | 24 | 15 | 4 | 5 | 61 | 37 | +24  |
| 4    | OGC Nice        | 44  | 24 | 13 | 5 | 6 | 57 | 34 | +23  |

| Rang | Équipe          | Pts | J  | G  | N | P  | Bp | Bc | Diff |
| ---- | --------------- | --- | -- | -- | - | -- | -- | -- | ---- |
| 1    | Toulouse FC     | 64  | 26 | 20 | 4 | 2  | 77 | 14 | +63  |
| 2    | AS Monaco       | 55  | 26 | 17 | 4 | 5  | 78 | 38 | +40  |
| 3    | Montpellier HSC | 44  | 26 | 13 | 5 | 8  | 57 | 41 | +16  |
| 4    | FC Istres       | 42  | 26 | 13 | 3 | 10 | 54 | 38 | +16  |
| 5    | AC Ajaccien     | 41  | 26 | 12 | 5 | 9  | 61 | 43 | +18  |
| 6    | OGC Nice        | 41  | 26 | 11 | 8 | 7  | 56 | 35 | +21  |